# Avenida Rio Branco
L'Avenida Rio Branco (fino al 1912 Avenida Central) è la strada principale di Rio de Janeiro, inaugurata nel 1905 e lunga 1800 metri. La sua apertura fu uno dei simboli della politica di rinnovamento urbanistico intrapresa dal sindaco Francisco Pereira Passos.
È una delle arterie principali della città, teatro di molti eventi importanti.

## Storia

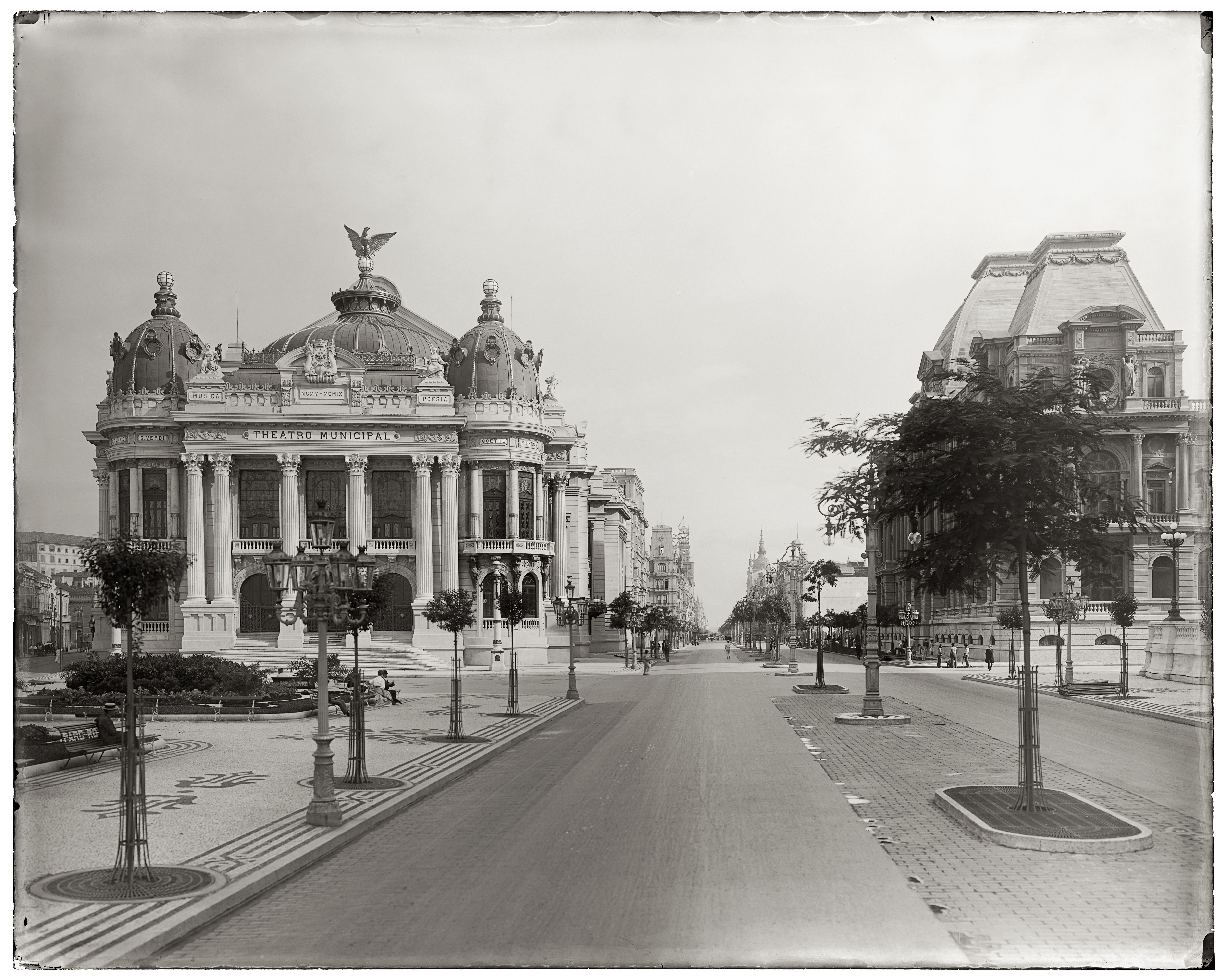
L'avenida Rio Branco nel 1909. A sinistra, si vedono la piazza Floriano Peixoto e il Teatro Municipale di Rio de Janeiro; a destra, l'allora Scuola Nazionale di Belle Arti (oggi Museo Nazionale di Belle Arti). Foto: Marc Ferrez

La Rio de Janeiro dei primi anni della Repubblica conservava ancora gran parte del reticolo urbano coloniale, che ormai sembrava, per i canoni estetici dell'epoca, superato e anacronistico. Inoltre, il vecchio centro coloniale era sovraffollato e soggetto a malattie come la febbre gialla e il vaiolo. Da questo contesto nacque l'apertura dell'Avenida Central, parte di un importante programma di modernizzazione di Rio de Janeiro che seguiva le politiche urbanistiche e sanitarie europee.
Responsabile delle riforme fu l'ingegnere Francisco Pereira Passos, nominato sindaco di Rio de Janeiro (Distrito Federal) dal presidente Rodrigues Alves nel 1902. I lavori iniziarono nel marzo 1904 con la demolizione di 641 case, sfollando quasi 3.900 persone. Il viale fu aperto dopo sei mesi di lavori.
Allo stesso tempo, fu aperta l'Avenida Mangue, fu abbattuto il Morro do Senado, furono ampliate le strade del centro, furono sviluppate parti della riva della Baia di Guanabara e iniziò l'urbanizzazione di Copacabana, oltre ad altre riforme. Alla fine del mandato di Pereira Passos, nel 1906, la città aveva un nuovo aspetto.

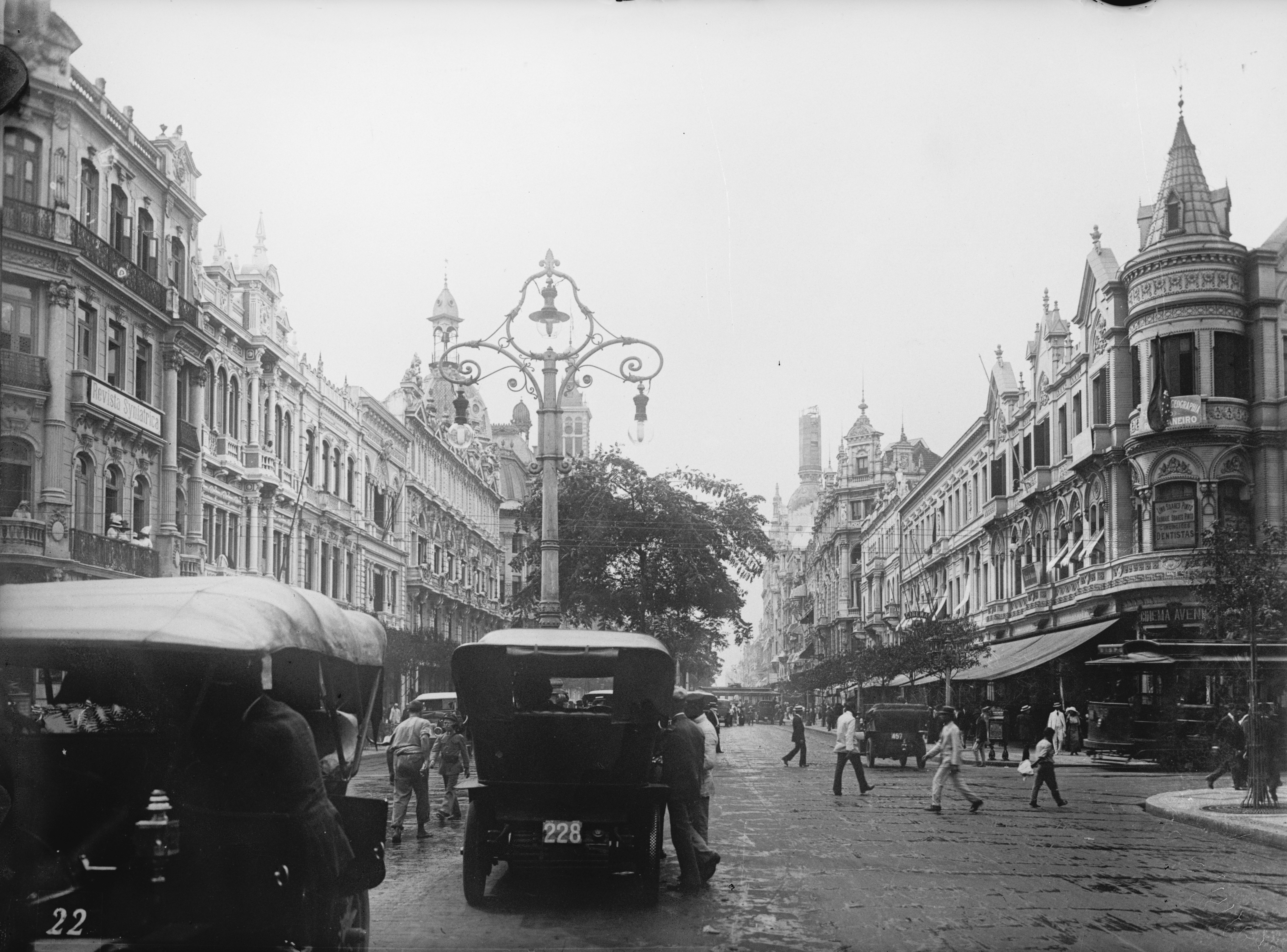
L'Avenida Rio Branco negli anni venti.

L'Avenida Central collegava la nuova città portuale (dove si trova l'attuale Praça Mauá) alla gloria della regione, che all'epoca era in espansione urbanistica. Responsabile del progetto fu l'ingegnere Paulo de Frontin, capo del Comitato per la costruzione dell'Avenida Central. Il nuovo viale era lungo 1800 metri e largo 33 metri e trecento case coloniali furono rase al suolo per innalzare edifici moderni. Le facciate degli edifici per l'Avenida Central furono scelte in un concorso, in cui i giurati erano, tra gli altri, il sindaco Pereira Passos, Paulo de Frontin, il Ministro dei Trasporti e dei Lavori Pubblici, Lauro Müller e il Direttore Generale della Sanità Pubblica Oswaldo Cruz.
Gli edifici erano opera di vari architetti, generalmente di origine europea, con alcuni brasiliani come Heitor de Melo, Gabriel Junqueira, Francisco Monteiro de Azevedo Caminhoá e Ramos de Azevedo. Il primo a essere eretto, ora demolito, fu la Tabacaria Londres. In termini stilistici, la costruzione dell'Avenida Central rappresenta l'apice dello stile eclettico monumentale a Rio, oltre agli edifici governativi, sorsero diversi alberghi, uffici aziendali, giornali, club, ecc. Lo stile predominante era l'eclettico francesizzante, ma furono seguiti diversi altri modelli, come l'eclettico italianeggiante, il neogotico, il neoclassico, tra gli altri. Il viale era dotato di un giardino centrale e di illuminazione elettrica. I marciapiedi in mosaico portoghese furono realizzati da artigiani portoghesi.
Il viale terminava nella centralissima Praça Floriano Peixoto (oggi conosciuta come Cinelândia), attorno alla quale furono eretti diversi edifici pubblici di grande valore architettonico tuttora esistenti: il Teatro Municipale, la Scuola Nazionale di Belle Arti (oggi Museo Nazionale di Belle Arti) e la Biblioteca Nazionale. Alla fine del viale fu costruito il Palazzo Monroe, sede del Senato, purtroppo distrutto nel 1976.
Il viale fu inaugurato il 7 settembre 1904 dal Presidente della Repubblica, Rodrigues Alves, e aperto al traffico il 15 novembre 1905. Il viale fu dotato di una bella alberatura, iniziata il 22 ottobre 1905 con la messa a dimora del primo albero di pernambuco. Quando fu ampliata, tuttavia, gli alberi furono rimossi, così come il marciapiede che la divideva a metà.
Il 21 febbraio 1912 il nome del viale fu cambiato in Avenida Rio Branco, in onore del Barone di Rio Branco, il diplomatico brasiliano responsabile dei trattati che assicurarono i confini del Brasile, morto l'11 febbraio dello stesso anno.
A partire dagli anni '40, con l'avanzare dell'architettura in cemento armato, il viale iniziò a perdere le sue caratteristiche architettoniche uniche, tanto che oggi si conservano solo pochi degli edifici originali.
Nel 2016 un tratto di 600 metri del viale è stato definitivamente chiuso al traffico veicolare e sul sito è stato costruito il viale Luiz Severiano Ribeiro.